# Đala
Đala (izvirno srbsko Ђала; madžarsko Gyála) je naselje v Srbiji, ki upravno spada pod Občino Novi Kneževac; slednja pa je del Severnobanatskega upravnega okraja.

## Demografija
V naselju, katerega izvirno (srbsko-cirilično) ime je Ђала, živi 807 polnoletnih prebivalcev, pri čemer je njihova povprečna starost 41,8 let (39,2 pri moških in 44,7 pri ženskah). Naselje ima 389 gospodinjstev, pri čemer je povprečno število članov na gospodinjstvo 2,58.
To naselje je, glede na rezultate popisa iz leta 2002, v glavnem srbsko, a v času zadnjih treh popisov je opazno zmanjšanje števila prebivalcev.
|  |

| Demografija | Demografija     | Demografija     |
| Leto        | Št. prebivalcev | Št. prebivalcev |
| ----------- | --------------- | --------------- |
|             |                 |                 |
|             |                 |                 |
|             |                 |                 |
|             |                 |                 |
| 1948        | 1823            |                 |
| 1953        | 1761            |                 |
| 1961        | 1723            |                 |
| 1971        | 1578            |                 |
| 1981        | 1325            |                 |
| 1991        | 1072            | 1062            |
| 2002        | 1037            | 1004            |
|             |                 |                 |

| Etnična sestava po popisu iz leta 2002 | Etnična sestava po popisu iz leta 2002 | Etnična sestava po popisu iz leta 2002 | Etnična sestava po popisu iz leta 2002 | Etnična sestava po popisu iz leta 2002 |
| -------------------------------------- | -------------------------------------- | -------------------------------------- | -------------------------------------- | -------------------------------------- |
| Srbi                                   | Srbi                                   |                                        | 804                                    | 80,07%                                 |
| Madžari                                | Madžari                                |                                        | 99                                     | 9,86%                                  |
| Romi                                   | Romi                                   |                                        | 56                                     | 5,57%                                  |
| Jugoslovani                            | Jugoslovani                            |                                        | 10                                     | 0,99%                                  |
| Hrvati                                 | Hrvati                                 |                                        | 9                                      | 0,89%                                  |
| Ukrajinci                              | Ukrajinci                              |                                        | 3                                      | 0,29%                                  |
| Bunjevci                               | Bunjevci                               |                                        | 3                                      | 0,29%                                  |
| Romuni                                 | Romuni                                 |                                        | 1                                      | 0,09%                                  |
| Neznano                                | Neznano                                |                                        | 2                                      | 0,19%                                  |